# Volker Sommer

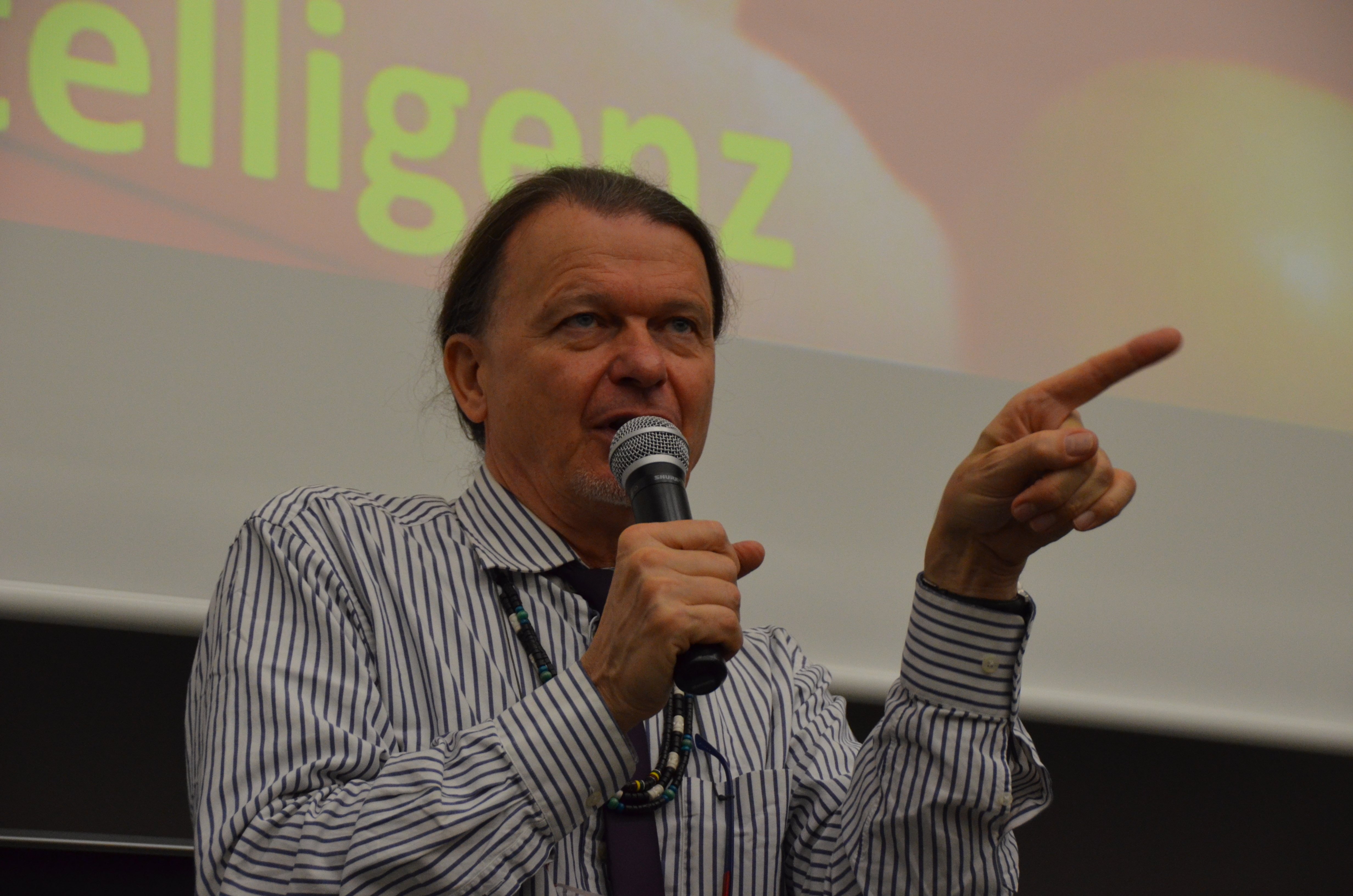
Volker Sommer beim Vortrag am Senckenberg Biodiversität und Klima Forschungszentrum (2016)

Volker Sommer (* 2. Juni 1954 in Holzhausen am Reinhardswald bei Kassel) ist ein deutscher Anthropologe, Primatologe und Professor für Evolutionäre Anthropologie am University College London (UCL), inzwischen im Status des Emeritus Professors.

## Leben
Volker Sommer wurde während seiner Schulzeit im Jahr 1973 Bundessieger bei Jugend forscht mit einer Arbeit über das Sozialverhalten von Schmetterlingsraupen. Nach seinem Abitur studierte er Biologie, Chemie und Theologie in Göttingen, Marburg, Berlin und Hamburg. Seit 1981 ist er an einer Langzeitfeldstudie über Tempelaffen in Indien beteiligt. Von 1986 bis 1988 war er Stipendiat der Alexander von Humboldt-Stiftung. 1985 wurde Sommer promoviert und habilitierte sich 1990. Er nahm ab 1990 an einer mehrjährigen Untersuchung von Gibbons im thailändischen Regenwald teil. Danach lehrte er zunächst als Privatdozent für Anthropologie und Primatologie an der Universität Göttingen. Außerdem war er von 1991 bis 1996 Heisenberg-Stipendiat der Deutschen Forschungsgemeinschaft und wissenschaftlicher Mitarbeiter an der University of California in Davis.
Seit 1996 hat Sommer den Lehrstuhl für Evolutionäre Anthropologie am University College (UCL) in London inne. Seit 1999 leitet er ein Projekt zur Erforschung der Schimpansen im Bergwald Nigerias.
Er veröffentlichte bislang rund hundert Arbeiten zur Biologie des Sozial- und Sexualverhaltens und zur Kulturwissenschaft sowie belletristische Texte. Seine Schriften wurden in verschiedene Sprachen übersetzt, so unter anderem ins Italienische, Spanische, Englische, Wallonische, Koreanische und in Hindi. Sommer schreibt regelmäßig für verschiedene Zeitschriften, wie Geo, Stern, FAZ, Natur, Kosmos, Die Zeit, Der Spiegel, Die Welt, Die Weltwoche und NZZ. Außerdem wirkt er bei Radio-, Film- und Fernsehproduktionen mit, wird oft zu Podiumsdiskussionen eingeladen und betreibt eine rege Vortragstätigkeit.
Sommer ist Mitglied des wissenschaftlichen Beirats der Giordano-Bruno-Stiftung.

## Werke (Auswahl)
Evolutionsbiologie und Primatologie
- Die Affen. Unsere wilde Verwandtschaft. GEO/Gruner & Jahr, Hamburg 1989, ISBN 3-570-03985-4.
- Wider die Natur? Homosexualität und Evolution. C.H. Beck, München 1990, ISBN 978-3-406-34739-9.
- Lob der Lüge. Täuschung und Selbstbetrug bei Tier und Mensch. C.H. Beck, München 1992, ISBN 978-3-423-30415-3.
- Feste – Mythen – Rituale. Warum die Völker feiern. GEO/Gruner & Jahr, Hamburg 1992, ISBN 3-570-01746-X.
- Heilige Egoisten. Die Soziobiologie indischer Tempelaffen. C.H. Beck, München 1996, ISBN 978-3-406-39755-4.
- Biologie des Menschen. (Reihe: Verständliche Forschung). Spektrum Akademischer Verlag, Heidelberg, Berlin, Oxford 1996, ISBN 3-8274-0106-2.
- Die großen Menschenaffen. Orang-Utans, Gorillas, Bonobos, Schimpansen. BLV, München 1998; (mit Karl Ammann), ISBN 978-3-405-15296-3.
- Von Menschen und anderen Tieren. Essays zur Evolutionsbiologie. Hirzel, Stuttgart 1999, ISBN 3-7776-0975-7.
- Darwinisch denken. Horizonte der Evolutionsbiologie. S. Hirzel Verlag, Stuttgart 2007, ISBN 978-3-7776-1543-1.
- Schimpansenland; Wildes Leben in Afrika. C.H. Beck, München 2008, ISBN 978-3-406-56891-6.
- Menschenaffen wie wir. Portraits einer Verwandtschaft. / Apes Like Us. Portraits of a Kinship (Bilinguale Ausgabe). EditionPanorama, Mannheim 2010, ISBN 978-3-89823-435-1.
- Lob der Lüge. Wie in der Evolution der Zweck die Mittel heiligt. Hirzel, Stuttgart 2015, ISBN 978-3-7776-2537-9 – Spanisch 1995: Elogio de la mentira. Barcelona: Galaxia Gutenberg / Circulo de Lectores. ISBN 84-226-5402-4 – Italienisch 1998: Elogio della menzogna. Turin: Bollati Boringhieri. ISBN 88-339-1134-9
- Unter Mitprimaten. Ansichten eines Affenforschers. Hirzel, Stuttgart 2021, ISBN 978-3-7776-2814-1.
- The Chimpanzees of Rubondo Island. Apes Set Free. Routledge, London 2022; (mit Josephine N. Msindai), ISBN 978-1-000-64456-2.
- Affen. Ein Portrait. Matthes&Seitz Berlin, Berlin 2023, ISBN 978-3-7518-4003-3.
- Why We Struggle Struggle with Ambiguity. The Quiddity Question. Ethics Press, Cambridge 2024; (mit Kathleen Bryson), ISBN 978-1-80441-040-0.

Kunst und Kunstgeschichte
- Die Rose. Entfaltung eines Symbols. Diederichs, Köln 1988; (mit Gerd Heinz-Mohr), ISBN 978-3-424-00917-0. – Italienisch: La Rosa – Storia Di Un Simbolo. Mailand: Rusconi 1989. ISBN 88-18-12062-X
- Degreecoordinates, Shared Traits of the Hominini (Humans, Bonobos and Chimpanzees). Turner Contemporary, Margate 2018; (mit Marcus Coates), ISBN 978-1-9996088-0-4.
- Please listen hurry others speak better ("extended labels" des Kunstbuches von Amalia Pica). Berlin: SternbergPress 2018 ISBN 978-3-95679-427-8

Belletristik
- Nektar der Unsterblichkeit. Poetische Annäherung an Indien. Radius, Stuttgart 1983, ISBN 3-87173-650-3. – Paperback 1986: Indien. Eine poetische Annäherung. München: Goldmann. ISBN 3-442-08502-0.
- Yeti. Eine Erzählung. Radius, Stuttgart 1986, ISBN 3-87173-729-1.
- Das grüne All. Ein Poem aus dem Regenwald. Radius, Stuttgart 2002, ISBN 978-3-87173-235-5.
- Den traurigen Gedanken tanzen. Ein Poem im Tangotempo. Radius, Stuttgart 2018, ISBN 978-3-87173-907-1.

Herausgeberschaften
- Biologie des Menschen. (Reihe: Verständliche Forschung). Spektrum Akademischer Verlag, Heidelberg, Berlin, Oxford 1996, ISBN 3-8274-0106-2.
- Christian Vogel, Anthropologische Spuren. Zur Natur des Menschen. Hirzel, Stuttgart 1999, ISBN 978-3-7776-0976-8.
- mit Paul Vasey: Homosexual Behaviour in Animals: Evolutionary Perspectives Cambridge University Press, Cambridge 2006, ISBN 978-0-521-86446-6.
- mit Caroline Ross: Primates of Gashaka: Socioecology and Conservation in Nigeria's Biodiversity Hotspot (Developments in Primatology: Progress and Prospects). Springer, New York 2011, ISBN 978-1-4419-7402-0.
- mit Klaus Meister: Ouevre / Werke / Art. (French / German / English). Kassel, Schulverlag Meister 2022. ISBN 978-3-00-067965-0.

## Film
- Faszination Wissen – Strategien der Liebe – Väter, Mütter, Steinzeit-Babys. Film von Felix Heidinger und Volker Sommer produziert für Bayerisches Fernsehen.(nicht mehr verfügbar)
- Volker Sommer – Ich bin ein Menschenaffe. TV-Dokumentation, RB 2009, 43 Minuten, Erstausstrahlung bei Arte am 17. April 2011 (Sendungsinfos bei RB; Sendungsinfos mit Video Stream bei Arte).